# Ds Nöie Teschtamänt Bärndütsch
Ds Nöie Teschtamänt Bärndütsch ist eine Bibelübersetzung. Sie gibt den Urtext des Neuen Testamentes in berndeutschem Dialekt wieder. Die Übersetzung besorgten Hans und Ruth Bietenhard auf der griechischen Grundlage des Novum Testamentum Graece (Nestle-Aland, Stuttgart 1981). Erschienen ist sie 1984 beim Berchtold Haller Verlag.
1990 veröffentlichten die Übersetzer, zusammen mit ihrem Sohn, Ds Alte Teschtament bärndütsch, eine Auswahl von Texten aus dem Alten Testament.
Leseprobe (Matthäus 18,23–24):
| Mit Gottes Rych isch es drum eso: E Chünig uf der Wält het mit synen Aagstellte wellen abrächne. Won er het aafa abrächne, het men eine zuen im bbracht, won ihm meh als e Million isch schuldig gsi. |